# کی بو-بائه
کی بو-بائه (انگلیسی: Ki Bo-bae؛ زادهٔ february ۲۰, ۱۹۸۸ (۳۷ سال)) یک کماندار اهل کره جنوبی است.
وی در مسابقات کشوری و بین‌المللی در مجموع برندهٔ ۱۵ مدال طلا، ۱ مدال نقره، ۴ مدال برنز شده‌است.